# Монгардино Грота (Болоња)
Монгардино Грота (итал. Mongardino Grotta) је насеље у Италији у округу Болоња, региону Емилија-Ромања.
Према процени из 2011. у насељу је живело 15 становника. Насеље се налази на надморској висини од 358 м.